# 格拉瓦尼
45°50′46″N 29°11′55″E / 45.84611°N 29.19861°E

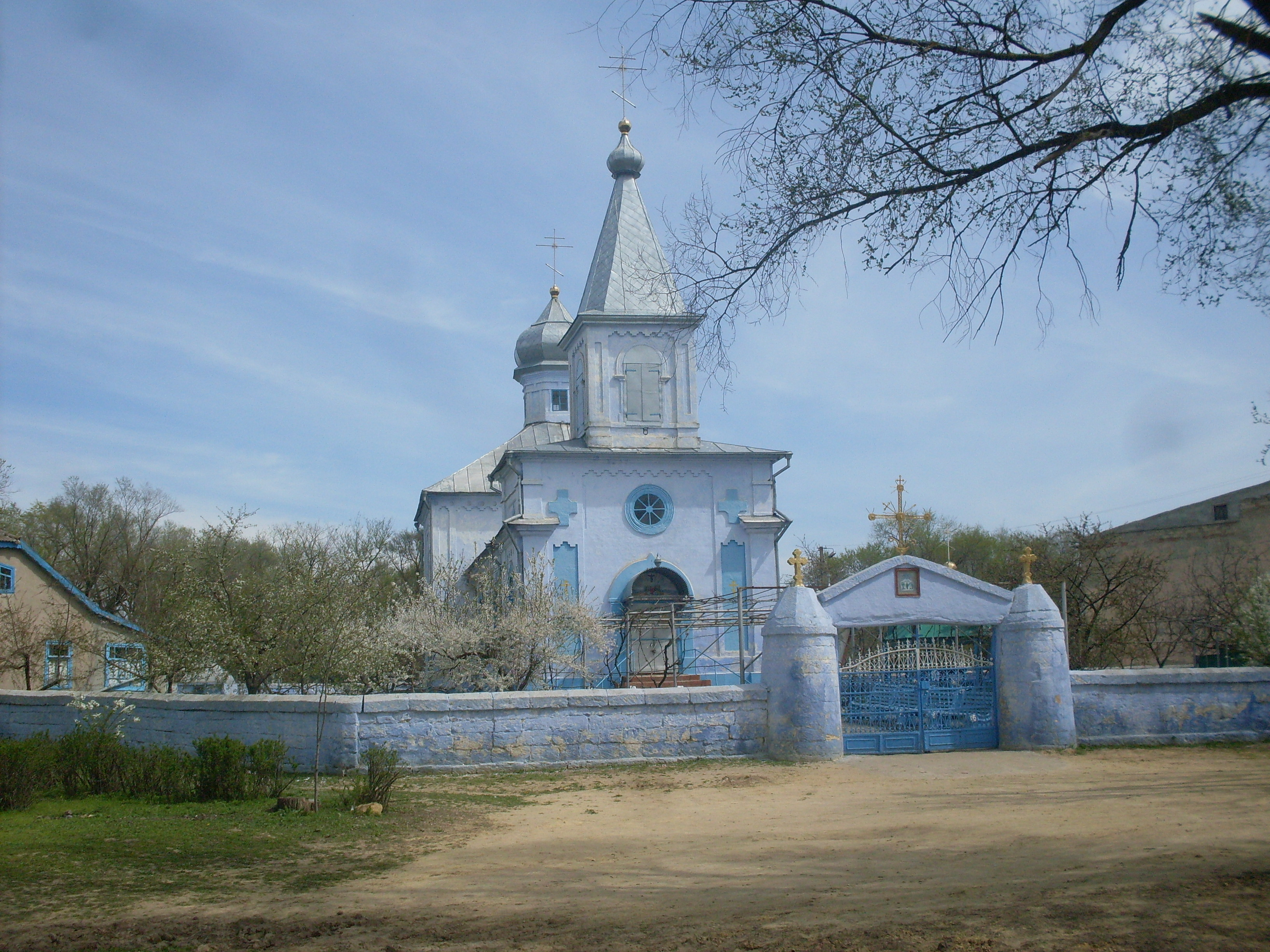

赫拉瓦尼（烏克蘭語：Главані）是位於烏克蘭西南部的村莊，由敖德萨州裡博爾赫拉德區的阿爾齊茲市鎮負責管轄。該村處於阿利亞加河畔，始建於1830年，面積2.96平方公里，海拔高度34米，2024年人口2,010。